# Luci Cecili Dènter (pretor 182 aC)
Luci Cecili Dènter (llatí: Lucius Caecilius Denter) fou pretor el 182 aC. Després del seu període de magistratura va obtenir la província de Sicília.